# An Yong-hak
Dans ce nom coréen, le nom de famille, An, précède le nom personnel.
An Young-hak (né le 25 octobre 1978) est un ancien footballeur international nord-coréen, né à Okayama au Japon.
L'un des deux Nord-Coréens du Japon retenu dans les sélections nationales nord-coréennes aux éliminatoires de la Coupe du monde 2006 et à la Coupe du monde 2010, son jeu de milieu défensif, qui rappelle celui de l’Italien Gennaro Gattuso, a contribué à la participation de la Corée du Nord en phase finale de la compétition pour la première fois depuis 1966.
Mesurant 1,82 m, il a joué en 2006 et 2007 dans l'équipe Busan I'Park, dont il est l'un des principaux buteurs. Il devenait ainsi le premier Nord-Coréen à évoluer en championnat de Corée du Sud.
Après avoir joué dans le Suwon Samsung Bluewings en 2008 et 2009, il a rejoint le club japonais d'Omiya Ardija en 2010.

## Carrière au sein des différentes équipes: statistiques
Dernière mise à jour: 3 juillet 2008
| Saison  | Equipe                  | Pays         | Division | Buts |
| ------- | ----------------------- | ------------ | -------- | ---- |
| 2002    | Albirex Niigata         | Japon        | 2        | 3    |
| 2003    | Albirex Niigata         | Japon        | 2        | 1    |
| 2004    | Albirex Niigata         | Japon        | 1        | 3    |
| 2005    | Nagoya Grampus Eight    | Japon        | 1        | 0    |
| 2006-07 | Busan I'Park            | Corée du Sud | 1        | 2    |
| 2008-09 | Suwon Samsung Bluewings | Corée du Sud | 1        | 2    |
| 2010    | Omiya Ardija            | Japon        | 1        | -    |

### Sources
- "An Yong-hak, atout maître du Chollima", sur le site de l'AAFC-Bourgogne, 13 juin 2010
- D'après l'article anglais de wikipédia.
- Photo